# Частично упорядоченное множество
Части́чно упоря́доченное мно́жество (сокр. ЧУМ) — математическое понятие, которое формализует интуитивные идеи упорядочения, расположения элементов в определённой последовательности. Неформально, множество частично упорядочено, если указано, какие элементы следуют за какими (какие элементы больше каких). В общем случае может оказаться так, что некоторые пары элементов не связаны отношением «следует за».
В качестве абстрактного примера можно привести совокупность подмножеств множества из трёх элементов {\displaystyle \left\{x,y,z\right\}} (булеан данного множества), упорядоченную по отношению включения.

## Определение и примеры
Отношением порядка, или частичным порядком, на множестве {\displaystyle M} называется бинарное отношение {\displaystyle \varphi } на {\displaystyle M} (определяемое некоторым множеством {\displaystyle R_{\varphi }\subset M\times M}), удовлетворяющее следующим условиям:
- Рефлексивность: {\displaystyle \forall a\;\left(a\varphi a\right)}
- Транзитивность: {\displaystyle \forall a,b,c\;\left(a\varphi b\right)\wedge \left(b\varphi c\right)\Rightarrow a\varphi c}
- Антисимметричность: {\displaystyle \forall a,b\;\left(a\varphi b\right)\wedge \left(b\varphi a\right)\Rightarrow a=b}

Множество {\displaystyle M}, на котором задано отношение частичного порядка, называется частично упорядоченным. Если быть совсем точным, то частично упорядоченным множеством называется пара {\displaystyle \langle M,\varphi \rangle }, где {\displaystyle M} — множество, а {\displaystyle \varphi } — отношение частичного порядка на {\displaystyle M}.
Размерность частично упорядоченного множества {\displaystyle \langle M,\varphi \rangle } равна максимальной численности совокупности линейных порядков {\displaystyle <_{i}} ({\displaystyle i\in I}). В основе этого определения находится свойство продолжаемости частичного порядка до линейного.

### Терминология и обозначения
Отношение частичного порядка обычно обозначают символом {\displaystyle \leqslant }, по аналогии с отношением «меньше либо равно» на множестве вещественных чисел.
При этом, если {\displaystyle a\leqslant b}, то говорят, что элемент {\displaystyle a} не превосходит {\displaystyle b}, или что {\displaystyle a} подчинён {\displaystyle b}.
Если {\displaystyle a\leqslant b} и {\displaystyle a\neq b}, то пишут {\displaystyle a<b}, и говорят, что {\displaystyle a} меньше {\displaystyle b}, или что {\displaystyle a} строго подчинен {\displaystyle b}.
Иногда, чтобы отличить произвольный порядок на некотором множестве от известного отношения «меньше либо равно» на множестве действительных чисел, вместо {\displaystyle \leqslant } и {\displaystyle <} используют специальные символы {\displaystyle \preccurlyeq } и {\displaystyle \prec } соответственно.

### Строгий и нестрогий порядок
Отношение, удовлетворяющее условиям рефлексивности, транзитивности и антисимметричности, также называют нестрогим, или рефлексивным порядком. Если условие рефлексивности заменить на условие антирефлексивности (тогда свойство антисимметричности заменится на асимметричность):
{\displaystyle \forall a\;\neg (a\varphi a)}
то получим определение строгого, или антирефлексивного порядка.
Если {\displaystyle \leqslant } — нестрогий порядок на множестве {\displaystyle M}, то отношение {\displaystyle <}, определяемое как:
{\displaystyle a<b\;{\overset {\mathrm {def} }{\Longleftrightarrow }}\;(a\leqslant b)\wedge (a\neq b)}
является строгим порядком на {\displaystyle M}. Обратно, если {\displaystyle <} — строгий порядок, то отношение {\displaystyle \leqslant }, определённое как
{\displaystyle a\leqslant b\;{\overset {\mathrm {def} }{\Longleftrightarrow }}\;(a<b)\vee (a=b)}
является нестрогим порядком.
Поэтому всё равно — задать на множестве нестрогий порядок или строгий порядок. В результате получится одна и та же структура. Разница только в терминологии и обозначениях.

### Интервал
Для {\displaystyle a\leqslant b} замкнутый интервал [a,b] — это множество элементов x, удовлетворяющих неравенству {\displaystyle a\leqslant x\leqslant b} (то есть {\displaystyle a\leqslant x} и {\displaystyle x\leqslant b}). Интервал содержит, по меньшей мере, элементы a и b.
Если использовать строгое неравенство «<», получим открытый интервал (a,b), множество элементов x, удовлетворяющих неравенству a < x < b (то есть a < x и x < b). Открытый интервал может быть пустым, даже если a < b. Например, открытый интервал (1,2) для целых чисел пуст, поскольку нет целых чисел i, таких что 1 < i < 2.
Иногда определение расширяется, позволяя a > b. В этом случае интервал пуст.
Полуоткрытые интервалы [a,b) и (a,b] определяются аналогичным образом.
Частично упорядоченное множество является локально конечным, если любой интервал конечен. Например, целые числа локально конечны по их естественному упорядочению. Лексикографический порядок на прямом произведении ℕ×ℕ не является локально конечным, поскольку, например, {\displaystyle (1,2)\leqslant (1,3)\leqslant (1,4)\leqslant (1,5)\leqslant \ldots \leqslant (2,1)}.
Концепцию интервала в частично упорядоченных множествах не следует путать со специфичным классом частичных упорядоченных множеств, известных как интервальные порядки.

### Примеры
- Множество вещественных чисел {\displaystyle \mathbb {R} } частично упорядочено по отношению «меньше либо равно» — {\displaystyle \leqslant }.

- Пусть {\displaystyle M} — множество всех вещественнозначных функций, определённых на отрезке {\displaystyle [a,b]}, то есть функций вида

Введём отношение порядка {\displaystyle \leqslant } на {\displaystyle M} следующим образом: {\displaystyle f\leqslant g}, если для всех {\displaystyle x\in [a,b]} выполнено неравенство {\displaystyle f(x)\leqslant g(x)}. Очевидно, введенное отношение в самом деле является отношением частичного порядка.
- Пусть {\displaystyle M} — некоторое множество. Множество {\displaystyle {\mathcal {P}}(M)} всех подмножеств {\displaystyle M} (так называемый булеан), частично упорядочено по включению {\displaystyle M\subseteq N}.

- Множество всех натуральных чисел {\displaystyle \mathbb {N} } частично упорядочено по отношению делимости {\displaystyle m\mid n}.

## Связанные определения

### Несравнимые элементы
Если {\displaystyle a} и {\displaystyle b} — вещественные числа, то имеет место только одно из следующих соотношений:
В случае, если {\displaystyle a} и {\displaystyle b} — элементы произвольного частично упорядоченного множества, то существует четвёртая логическая возможность: не выполнено ни одно из указанных трех соотношений. В этом случае элементы {\displaystyle a} и {\displaystyle b} называются несравнимыми. Например, если {\displaystyle M} — множество действительнозначных функций на отрезке {\displaystyle [0,1]}, то элементы {\displaystyle f(x)=x} и {\displaystyle g(x)=1-x} будут несравнимы. Возможность существования несравнимых элементов объясняет смысл термина «частично упорядоченное множество».

### Минимальный/максимальный и наименьший/наибольший элементы
Из-за того, что в частично упорядоченном множестве могут быть пары несравнимых элементов, вводятся два различных определения: минимального элемента и наименьшего элемента.
Элемент {\displaystyle a\in M} называется минимальным, если не существует элемента {\displaystyle b<a}. Другими словами, {\displaystyle a} — минимальный элемент, если для любого элемента {\displaystyle b\in M} либо {\displaystyle b>a}, либо {\displaystyle b=a}, либо {\displaystyle b} и {\displaystyle a} несравнимы. Элемент {\displaystyle a} называется наименьшим, если для любого элемента {\displaystyle b\in M} имеет место неравенство {\displaystyle b\geqslant a}. Очевидно, всякий наименьший элемент является также минимальным, но обратное в общем случае неверно: минимальный элемент {\displaystyle a} может и не быть наименьшим, если существуют элементы {\displaystyle b}, не сравнимые с {\displaystyle a}.
Очевидно, что если в множестве существует наименьший элемент, то он единственнен. А вот минимальных элементов может быть несколько. В качестве примера рассмотрим множество {\displaystyle \mathbb {N} \setminus \{1\}=\{2,3,\ldots \}} натуральных чисел без единицы, упорядоченное по отношению делимости {\displaystyle \mid }. Здесь минимальными элементами будут простые числа, а вот наименьшего элемента не существует.
Аналогично вводятся понятия максимального и наибольшего элементов.

### Верхние и нижние грани
Пусть {\displaystyle A} — подмножество частично упорядоченного множества {\displaystyle \langle M,\leqslant \rangle }. Элемент {\displaystyle u\in M} называется верхней гранью {\displaystyle A}, если любой элемент {\displaystyle a\in A} не превосходит {\displaystyle u}. Аналогично вводится понятие нижней грани множества {\displaystyle A}.
Любой элемент, больший, чем некоторая верхняя грань {\displaystyle A}, также будет верхней гранью {\displaystyle A}. А любой элемент, меньший, чем некоторая нижняя грань {\displaystyle A}, также будет нижней гранью {\displaystyle A}. Эти соображения ведут к введению понятий наименьшей верхней грани и наибольшей нижней грани.

### Верхнее и нижнее множество
Для элемента {\displaystyle m} частично упорядоченного множества {\displaystyle \langle M,\leqslant \rangle } верхним множеством называется множество {\displaystyle M\uparrow m} всех элементов, которым {\displaystyle m} предшествует ({\displaystyle \{x\in M\mid m\leqslant x\}}).
Двойственным образом определяется нижнее множество, как множество всех элементов, предшествующих заданному: {\displaystyle M\downarrow m{\stackrel {\mathrm {def} }{=}}\{x\in M\mid x\leqslant m\}}.

### Условия обрыва цепей
Частично упорядоченное множество {\displaystyle M} называется удовлетворяющим условию обрыва строго возрастающих цепей, если не существует бесконечной строго возрастающей последовательности {\displaystyle (a_{i}\,<\,a_{i+1})}. Это условие эквивалентно условию стабилизации нестрого возрастающих цепей: любая нестрого {\displaystyle (a_{i}\,\leqslant \,a_{i+1})} возрастающая последовательность его элементов стабилизируется. То есть, для любой последовательности вида
{\displaystyle a_{1}\,\leqslant \,a_{2}\,\leqslant \,a_{3}\,\leqslant \,\cdots }
существует натуральное {\displaystyle n,} такое что
{\displaystyle a_{n}=a_{n+1}=a_{n+2}=\cdots .}
Аналогичным образом определяется для убывающих цепей, тогда очевидно, {\displaystyle M} удовлетворяет условию обрыва убывающих цепей, тогда и только тогда, когда любая нестрого убывающая последовательность его элементов стабилизируется. Эти понятия часто используются в общей алгебре — см., например, нётерово кольцо, артиново кольцо.

## Специальные типы частично упорядоченных множеств

### Тривиально упорядоченные множества
Пусть {\displaystyle M} — произвольное множество. Тривиальным (диагональным) нестрогим порядком на {\displaystyle M} называется отношение, определяемое следующим образом:
{\displaystyle a\leqslant b\Leftrightarrow a=b}
Тривиальный порядок есть наименьший по включению частичный порядок, который можно задать на множестве.
Строгий тривиальный порядок определяется так:
{\displaystyle \lnot (a<b)}
Другими словами, строгий тривиальный порядок — пустое бинарное отношение.
Тривиальное упорядоченное множество (антицепь) — частично упорядоченное множество {\displaystyle (M,\leqslant )}, где {\displaystyle \leqslant } — тривиальный порядок на {\displaystyle M}.

### Линейно упорядоченные множества
Пусть {\displaystyle \langle M,\leqslant \rangle } — частично упорядоченное множество. Если в {\displaystyle M} любые два элемента сравнимы, то множество {\displaystyle M} называется линейно упорядоченным. Линейно упорядоченное множество также называют совершенно упорядоченным, или просто, упорядоченным множеством. Таким образом, в линейно упорядоченном множестве для любых двух элементов {\displaystyle a} и {\displaystyle b} имеет место одно и только одно из соотношений: либо {\displaystyle a<b}, либо {\displaystyle a=b}, либо {\displaystyle b<a}.
Также всякое линейно упорядоченное подмножество частично упорядоченного множества называют цепью, то есть цепь в частично упорядоченном множестве {\displaystyle \langle M,\leqslant \rangle } — такое его подмножество, в котором любые два элемента сравнимы.
Из приведенных выше примеров частично упорядоченных множеств только множество действительных чисел является линейно упорядоченным. Множество действительнозначных функций на отрезке {\displaystyle [a,b]} (при условии {\displaystyle a<b}), булеан {\displaystyle {\mathcal {P}}(M)} (при {\displaystyle |M|\geqslant 2}), натуральные числа с отношением делимости — не являются линейно упорядоченными.
В линейно упорядоченном множестве понятия наименьшего и минимального, а также наибольшего и максимального, совпадают.

### Вполне упорядоченные множества
Линейно упорядоченное множество называется вполне упорядоченным, если каждое его непустое подмножество имеет наименьший элемент. Такой порядок на множестве называется полным порядком, в контексте, где его невозможно спутать с полным порядком в смысле полных частично упорядоченных множеств.
Классический пример вполне упорядоченного множества — множество натуральных чисел {\displaystyle \mathbb {N} }. Утверждение о том, что любое непустое подмножество {\displaystyle \mathbb {N} } содержит наименьший элемент, равносильно принципу математической индукции. В качестве примера линейно упорядоченного, но не вполне упорядоченного множества можно привести множество неотрицательных чисел, упорядоченное естественным образом {\displaystyle \mathbb {R} _{+}=\{x:x\geqslant 0\}}. Действительно, его подмножество {\displaystyle \{x:x>1\}} не имеет наименьшего элемента.
Вполне упорядоченные множества играют исключительно важную роль в общей теории множеств.

### Полное частично упорядоченное множество
Полное частично упорядоченное множество — частично упорядоченное множество, у которого есть дно — единственный элемент, который предшествует любому другому элементу и у каждого направленного подмножества которого есть точная верхняя граница. Полные частично упорядоченные множества применяются в λ-исчислении и информатике, в частности, на них вводится топология Скотта, на основе которой строится непротиворечивая модель λ-исчисления и денотационная семантика. Специальным случаем полного частично упорядоченного множества является полная решётка — если любое подмножество, не обязательно направленное, имеет точную верхнюю грань, то оно оказывается полной решёткой.
Упорядоченное множество {\displaystyle M} тогда и только тогда является полным частично упорядоченным, когда каждая функция {\displaystyle f\colon M\rightarrow M}, монотонная относительно порядка ({\displaystyle a\leqslant b\Rightarrow f(a)\leqslant f(b)}) обладает хотя бы одной неподвижной точкой: {\displaystyle \exists _{x\in M}f(x)=x}.
Любое множество {\displaystyle M} можно превратить в полное частично упорядоченное выделением дна {\displaystyle \bot } и определением порядка {\displaystyle \leqslant } как {\displaystyle \bot \leqslant m} и {\displaystyle m\leqslant m} для всех элементов {\displaystyle m} множества {\displaystyle M}.

## Теоремы о частично упорядоченных множествах
К числу фундаментальных теорем о частично упорядоченных множествах относятся принцип максимума Хаусдорфа и лемма Куратовского — Цорна. Каждая из этих теорем эквивалентна аксиоме выбора.

## В теории категорий
Каждое частично упорядоченное множество (и каждый предпорядок) можно рассматривать как категорию, в которой каждое множество морфизмов {\displaystyle \mathrm {Hom} (A,B)} состоит не более чем из одного элемента. Например, эту категорию можно определить так: {\displaystyle \mathrm {Hom} (A,B)=\{(A,B)\}}, если A ≤ B (и пустое множество в противном случае); правило композиции морфизмов: (y, z)∘(x, y) = (x, z). Каждая категория-предпорядок эквивалентна частично упорядоченному множеству.
Функтор из категории-частично упорядоченного множества (то есть диаграмма, категория индексов которой является частично упорядоченным множеством) — это коммутативная диаграмма.